# Dan Hill
Daniel Grafton Hill IV, mais conhecido por Dan Hill (nascido em 3 de junho de 1954 em Toronto, Ontário), é um cantor de música pop e compositor. Seus maiores sucessos são "Sometimes When We Touch" e "Can't We Try" (dueto com Vonda Shepard), que alcançaram as posições #3 e #6 respectivamente na Billboard Hot 100.

## Discografia

### Álbuns de estúdio
| Título              | Detalhes do álbum                                               | Posições na parada | Posições na parada | Posições na parada | Posições na parada | Certificações             |
| Título              | Detalhes do álbum                                               | CAN                | EUA                | NLZ                | SUE                | Certificações             |
| ------------------- | --------------------------------------------------------------- | ------------------ | ------------------ | ------------------ | ------------------ | ------------------------- |
| Dan Hill            | - Lançamento: 1975 - Gravadora: 20th Century/GRT                | 43                 | —                  | —                  | —                  | - Music Canada: Ouro      |
| Hold On             | - Lançamento: 1976 - Gravadora: 20th Century/GRT                | 42                 | 79                 | —                  | —                  | - Music Canada: Ouro      |
| Longer Fuse         | - Lançamento: 1977 - Gravadora: 20th Century/GRT                | 2                  | 21                 | 38                 | —                  | - Music Canada: 2×Platina |
| Frozen in the Night | - Lançamento: 1978 - Gravadora: 20th Century/GRT                | 31                 | 118                | —                  | —                  | - Music Canada: Platina   |
| If Dreams Had Wings | - Lançamento: 1980 - Gravadora: Epic                            | 58                 | —                  | —                  | —                  |                           |
| Partial Surrender   | - Lançamento: 1981 - Gravadora: Epic                            | —                  | —                  | —                  | —                  |                           |
| Love in the Shadows | - Lançamento: 1983 - Gravadora: Mercury                         | 95                 | —                  | —                  | —                  |                           |
| Dan Hill            | - Lançamento: 1987 - Gravadora: Columbia                        | 69                 | 90                 | —                  | 33                 |                           |
| Real Love           | - Lançamento: 1989 - Gravadora: Columbia                        | —                  | —                  | —                  | —                  |                           |
| Dance of Love       | - Lançamento: 1991 - Gravadora: Quality Records                 | —                  | —                  | —                  | —                  |                           |
| I'm Doing Fine      | - Lançamento: 1996 - Gravadora: Spontaneous                     | —                  | —                  | —                  | —                  |                           |
| Intimate            | - Lançamento: 2010 - Gravadora: My Father's Son/Universal Music | —                  | —                  | —                  | —                  |                           |

### Singles
| Year | Song                                        | Canada | CAN AC | US | U.S. AC | UK | Album                                    |
| ---- | ------------------------------------------- | ------ | ------ | -- | ------- | -- | ---------------------------------------- |
| 1975 | "You Make Me Want to Be"                    | 24     | 16     | -  | -       | -  | Dan Hill (1975)                          |
| 1975 | "Growin' Up"                                | 41     | 30     | 67 | –       | –  | Dan Hill (1975)                          |
| 1976 | "You Say You're Free"                       | 61     | 13     | –  | –       | –  | Dan Hill (1975)                          |
| 1976 | "Hold On"                                   | 46     | –      | –  | –       | –  | Hold On                                  |
| 1977 | "Phonecall"                                 | 53     | 17     | –  | –       | –  | Hold On                                  |
| 1977 | "Sometimes When We Touch"                   | 1      | 1      | 3  | 10      | 13 | Longer Fuse                              |
| 1978 | "All I See Is Your Face"                    | 35     | 36     | 41 | 8       | –  | Frozen in the Night                      |
| 1978 | "Let the Song Last Forever"                 | 14     | 19     | 91 | 50      | –  | Frozen in the Night                      |
| 1978 | "On the Dark Side of Atlanta"               | 44     | –      | –  | –       | –  | Frozen in the Night                      |
| 1979 | "(Why Did You Have to Go and) Pick on Me"   | 57     | 35     | –  | –       | –  | Frozen in the Night                      |
| 1980 | "I Still Reach for You"                     | 83     | 9      | –  | –       | –  | If Dreams Had Wings                      |
| 1981 | "Don't Give Up on Love"                     | –      | –      | –  | –       | –  | Partial Surrender                        |
| 1982 | "I'm Just a Man"                            | –      | 20     | –  | –       | –  | Partial Surrender                        |
| 1983 | "Love in the Shadows"                       | 45     | 24     | –  | –       | –  | Love in the Shadows                      |
| 1984 | "Helpless"                                  | –      | –      | –  | –       | –  | Love in the Shadows                      |
| 1984 | "You Pulled Me Through"                     | –      | –      | –  | –       | –  | Love in the Shadows                      |
| 1987 | "Can't We Try" (w/ Vonda Shepard)           | 14     | 2      | 6  | 2       | –  | Dan Hill (1987)                          |
| 1987 | "Never Thought (That I Could Love)"         | 22     | 1      | 43 | 2       | –  | Dan Hill (1987)                          |
| 1988 | "Carmelia"                                  | ?      | ?      | –  | 8       | –  | Dan Hill (1987)                          |
| 1989 | "Why Do We Always Hurt the Ones We Love"    | –      | –      | –  | –       | –  | Real Love                                |
| 1989 | "Unborn Heart"                              | 25     | 1      | –  | 3       | –  | Real Love                                |
| 1989 | "Wishful Thinking" (w/ Celine Dion)         | ?      | ?      | –  | –       | –  | Real Love                                |
| 1991 | "I Fall All Over Again"                     | ?      | ?      | –  | 7       | –  | Dance of Love                            |
| 1992 | "Hold Me Now" (w/ Rique Franks)             | ?      | ?      | –  | 30      | –  | Dance of Love                            |
| 1993 | "Sometimes When We Touch" (w/ Rique Franks) | 46     | –      | –  | –       | –  | Let Me Show You – Greatest Hits and More |
| 1994 | "In Your Eyes" (w/ Rique Franks)            | ?      | ?      | –  | 38      | –  | Let Me Show You – Greatest Hits and More |